# シオバン・ファロン
シオバン・ファロン（Siobhan Fallon,  1961年5月13日 - ）は、アメリカ合衆国の女優、コメディエンヌである。Siobhan はアイルランド語の名前で、本来の発音は sha-vaun（シャヴァウン）に近い。

## 来歴
1961年、ニューヨーク州・シラキュース生まれ。家庭はカトリック系で父親は弁護士だった。1983年に大学を卒業後、舞台の分野でキャリアをスタートさせる。1990年にはコメディ・ドラマ・シリーズ『The Golden Girls』でテレビデビューを果たした。1991年から1992年には人気コメディ番組の『サタデー・ナイト・ライブ』へも20エピソード出演し、コメディエンヌとしての才能も発揮。1994年にはマイケル・J・フォックス主演の『遺産相続は命がけ!?』で映画デビューし、現在は『メン・イン・ブラック』で、エイリアンに取り付かれたヴィンセント・ドノフリオ演じる農夫の無表情な妻やケヴィン・スペイシーら出演の『交渉人』の人質たちの一人などの役で知られている。

### 私生活
コメディアンのピーター・ホーガンと結婚している。近年は夫の姓も加えた「シオバン・ファロン・ホーガン」名義でクレジットされることが多い。

## 出演作品

### 映画
- 遺産相続は命がけ!? Greedy (1994)
- ザ・ペーパー The Paper (1994)
- フォレスト・ガンプ/一期一会 Forrest Gump (1994)
- オンリー・ユー Only You (1994)
- 素顔のままで Striptease (1996)
- Good Money (1996)
- Nick and Jane (1997)
- 愛さずにはいられない Fools Rush In (1997)
- メン・イン・ブラック Men in Black (1997)
- Dr. ジャガバンドー Krippendorf's Tribe (1998)
- クール・ドライ・プレイス A Cool, Dry Place (1998)
- 交渉人 The Negotiator (1998)
- BOILER ROOM/ マネー・ゲーム～株価大暴落 Boiler Room (2000)
- The Photographer (2000)
- ダンサー・イン・ザ・ダーク Dancer in the Dark (2000)
- ビッグ・マネー What's the Worst That Could Happen? (2001)
- レイン Rain (2001)
- ビッグ・トラブル Big Trouble (2002)
- 穴/HOLES Holes (2003)
- チャーリーと14人のキッズ Daddy Day Care (2003)
- ドッグヴィル Dogville (2003)
- 2番目のキス Fever Pitch (2005)
- シャーロットのおくりもの Charlotte's Web (2006)
- ファニーゲーム U.S.A. Funny Games U.S. (2007)
- I'll Believe You (2007)
- ベイビーママ Baby Mama (2008)
- ニュー・イン・タウン New in Town (2009)
- バウンティー・ハンター The Bounty Hunter (2010)
- Fred: The Movie (2010) ※テレビ映画
- アナザー・ハッピー・デイ ふぞろいな家族たち Another Happy Day (2011)
- 少年は残酷な弓を射る We Need to Talk About Kevin (2011)
- Fred 2: Night of the Living Fred (2012)
- Someday This Pain Will Be Useful to You (2012)
- 私の居場所の見つけかた All We Had (2016)
- ジーサンズ はじめての強盗(2017)
- ハウス・ジャック・ビルト The House That Jack Built (2018)
- グッバイ、リチャード! The Professor (2018)

### テレビドラマ
- The Golden Girls (1990)
- ベイビー・トーク Baby Talk (1991)
- となりのサインフェルド Seinfeld (1991, 1994)
- Feds (1997)
- サード・ウォッチ Third Watch (2000)
- LAW & ORDER:性犯罪特捜班 Law & Order: Special Victims Unit (2000, 2003)
- レスキュー・ミー NYの英雄たち Rescue Me (2004)
- 30 ROCK/サーティー・ロック 30 Rock (2007)
- サニーwithチャンス Sonny with a Chance (2010)
- The Whole Truth (2010)
- Fred: The Show (2012)
- Wayward Pines (2014)
- ウェイワード･パインズ 出口のない街 (2015)